# ヒラル・エズテュルク
ヒラル・エズテュルク（Hilal Öztürk　2002年1月21日- ）はトルコ出身の柔道選手。階級は78kg超級。

## 経歴
2019年のヨーロッパユースオリンピックフェスティバル70㎏超級で優勝すると、世界カデでは個人戦、団体戦ともに3位となった。2021年の世界ジュニアでも個人戦78kg超級と団体戦でともに3位だった。2022年の世界ジュニアでは決勝で新井万央に大内刈で敗れて2位、団体戦でも決勝で新井に腕緘で敗れて2位だった。U23ヨーロッパ選手権では優勝した。2024年のグランプリ・リスボンでIJFワールド柔道ツアー初優勝を飾った。世界選手権では準決勝で冨田若春に技ありを取られた後に負傷して棄権負けするが、3位決定戦には出場して中国の徐仕妍を技ありで破って3位になった。パリオリンピックにはカイラ・サイトがいたために出場できなかった。
IJF世界ランキングは4332ポイント獲得で12位(23/5/20現在)。

## 主な戦績
- 2019年 - ヨーロッパカデ　個人戦　3位(70㎏超級)　団体戦　優勝
- 2019年 - ヨーロッパユースオリンピックフェスティバル　優勝(70㎏超級)
- 2019年 - 世界カデ　個人戦　3位(70㎏超級)　団体戦　3位
- 2021年 - ヨーロッパジュニア　個人戦　3位　団体戦　2位
- 2021年 - 世界ジュニア　個人戦　3位　団体戦　3位
- 2021年 - U23ヨーロッパ選手権　3位
- 2022年 - 世界ジュニア　個人戦　2位　団体戦　2位
- 2022年 - U23ヨーロッパ選手権　優勝
- 2023年 - グランドスラム・タシケント　3位
- 2023年 - グランドスラム・アンタルヤ　3位
- 2023年 - グランプリ・ザグレブ　3位
- 2024年 - グランプリ・リスボン　優勝
- 2024年 - グランドスラム・アンタルヤ　3位
- 2024年 - ヨーロッパ選手権　5位
- 2024年 - 世界選手権　3位

(出典、JudoInside.com)